# Crockett (Californië)
Crockett is een plaats in Contra Costa County in Californië in de VS.

## Geografie
Crockett bevindt zich op 38°3′10″Noord, 122°13′24″West. De totale oppervlakte bedraagt 13,0 km² (5,0 mijl²) wat allemaal land is.

## Demografie
Volgens de census van 2000 bedroeg de bevolkingsdichtheid 245,2/km² (634,7/mijl²) en bedroeg het totale bevolkingsaantal 3194 dat bestond uit:
- 85,10% blanken
- 3,113% zwarten of Afrikaanse Amerikanen
- 0,94% inheemse Amerikanen
- 2,60% Aziaten
- 4,26% andere
- 3,98% twee of meer rassen
- 11,62% Spaans of Latino

Er waren 1491 gezinnen en 848 families in Crockett. De gemiddelde gezinsgrootte bedroeg 2,14.

## Plaatsen in de nabije omgeving
De onderstaande figuur toont nabijgelegen plaatsen in een straal van 16 km rond Crockett.